# McGregor Range (Antarktika)
Die McGregor Range ist ein 21 km langer Gebirgszug im südlichen Zentrum der Admiralitätsberge im ostantarktischen Viktorialand. Sie ist umgeben vom Tucker-Gletscher, dem Leander-Gletscher, dem Fitch-Gletscher und dem Man-o-War-Gletscher.
In Teilen wurde die Range von Teilnehmern der New Zealand Geological Survey Antarctic Expedition (1957–1958) kartiert. Diese Arbeiten wurden vom United States Geological Survey durch Vermessungen und mithilfe von Luftaufnahmen der United States Navy zwischen 1960 und 1963 komplettiert. Das Advisory Committee on Antarctic Names benannte sie 1964 nach Commander Ronald Kenneth McGregor (1917–2011), Leiter der Unterstützungseinheiten der US Navy auf der McMurdo Station im Winter 1962.